# Džanojevići
Džanojevići (cyr. Џанојевићи) – wieś w Bośni i Hercegowinie, w Republice Serbskiej, w gminie Šekovići. W 2013 roku liczyła 225 mieszkańców.